# Trachemys scripta
Trachemys scripta är en medelstor halvakvatisk kärrsköldpadda som beskrev av Carl Peter Thunberg 1792. Den förekommer naturligt i USA och Mexiko och delas in i tre underarter; rödörad, gulbukad- samt gulörad vattensköldpadda. Alla tre är populära som husdjur där den mest välkända är rödörad vattensköldpadda som introducerats i andra delar av världen på grund av att den släpps ut i naturen. 

## Utseende
Adulta hanar varierar oftast mellan 13 och 23 cm och honor 20–33 cm. Som juvenil har Trachemys scripta grönt skal och gul hud med mörkgröna streck. Färgerna blir dovare med åldern och den adulta sköldpaddan har en olivgrön till brun sköld. Vissa är nästan helt svarta. Skölden är oval och tillplattad upptill. Undersidan av skölden är gul med mörka markeringar.

## Systematik och utbredning
Trachemys scripta ingår i familjen kärrsköldpaddor (Emydidae) som omfattar ett tiotal släkten. Tidigare fördes ett 15-tal underarter till arten i Nord-, Central och Sydamerika och vars dåvarande utbredningsområde sträckte sig till ända till Argentina. Merparten har idag fått artstatus och Trachemys scripta delas idag endast upp i tre underarter::
- Gulbukad vattensköldpadda (T. s. scripta) Maximilian zu Wied-Neuwied, 1839
- Rödörad vattensköldpadda (T. s. elegans) Johann David Schoepf, 1792
- Gulörad vattensköldpadda (T. s. troostii) John Edwards Holbrook, 1836

Gulbukad vattensköldpadda förekommer ursprungligen i sydöstra USA, främst från norra Florida till sydöstra Virginia, och är den vanligaste sköldpaddan i sitt utbredningsområde. Rödörad vattensköldpadda har det största utbredningsområdet av underarterna och förekommer från Alabama till allra nordöstligaste Mexiko, ända till Cuatro Cienegas. Gulörad vattensköldpadda förekommer i Mississippis och Tennesseeflodens avrinningsområden, och i sydöstra USA. På grund av handeln med den som husdjur förekommer den idag ända till Alabama och Georgia.

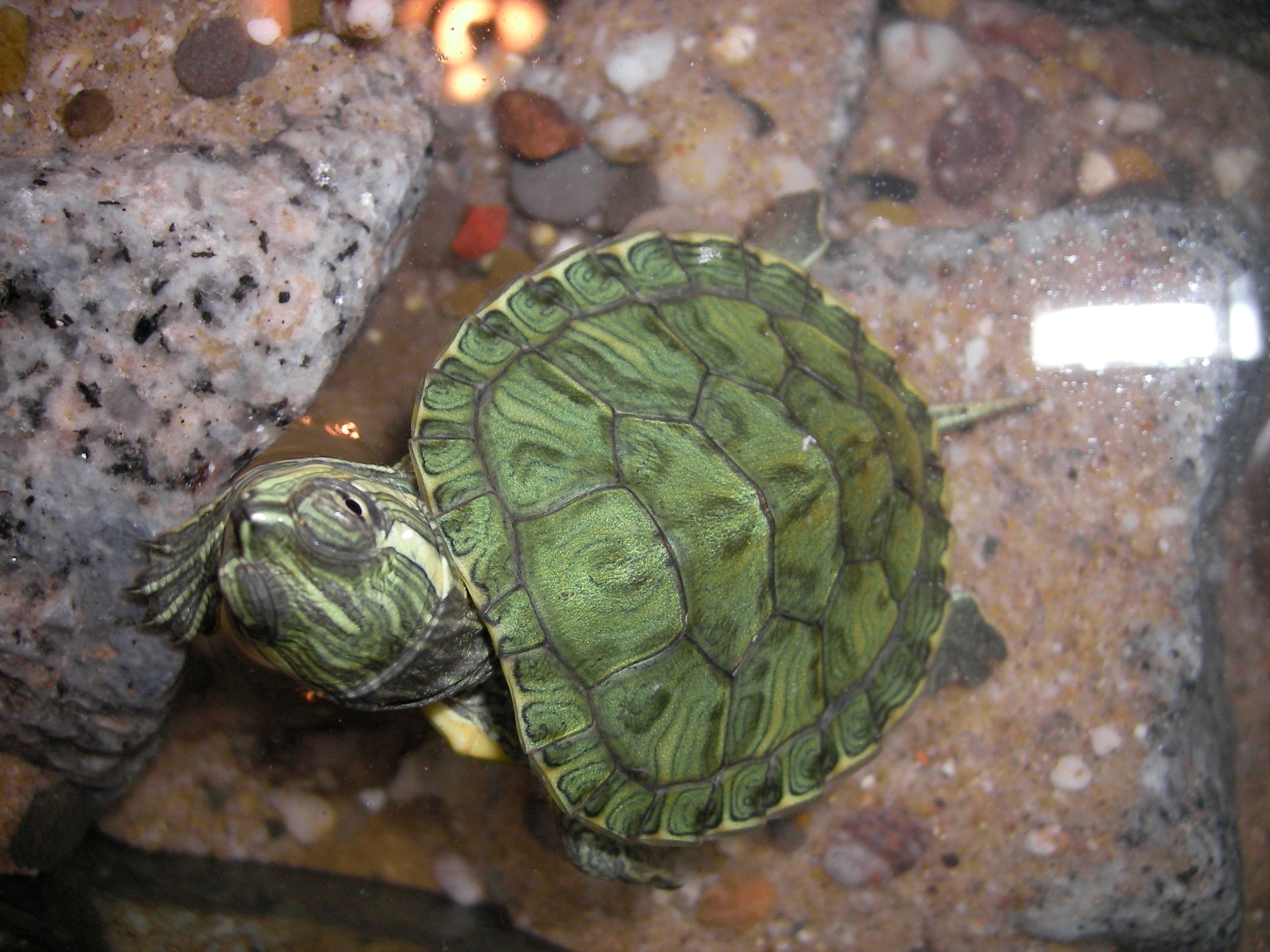
Gulörad vattensköldpadda
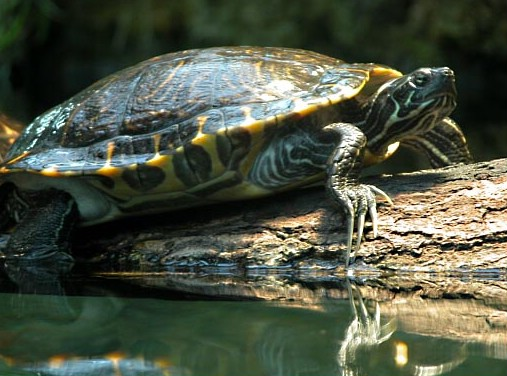
Gulbukad vattensköldpadda
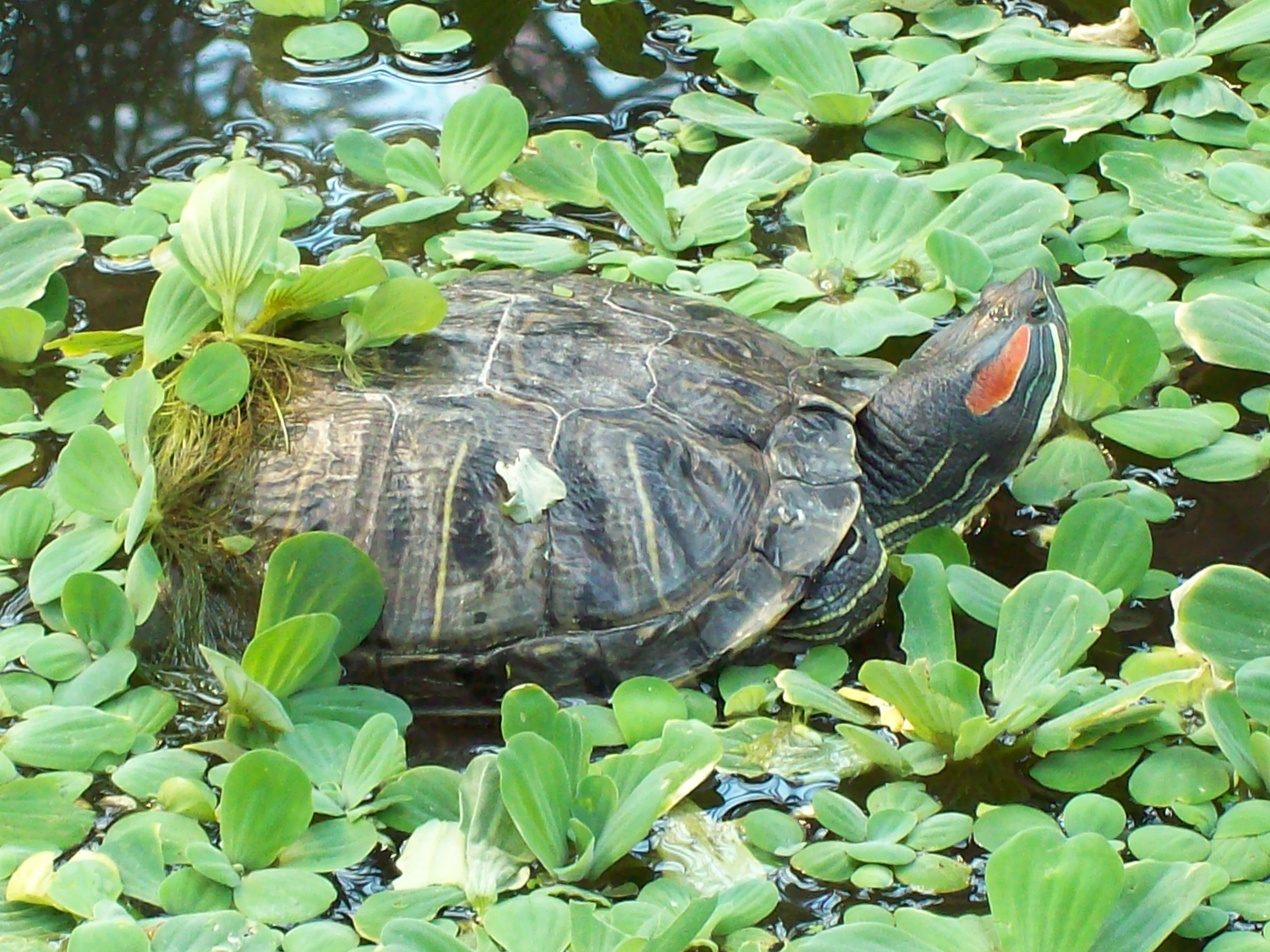
Rödörad vattensköldpadda

### Introducerade populationer
Introducerade populationer av förvildade utsläppta före detta husdjur av rödörad vattensköldpadda förekommer över hela Mexiko och i delar av USA som Arizona, Kalifornien, på Hawaii och i USA:s nordöstra stater. Vidare förekommer den i Europa i Frankrike, Portugal, Spanien, Italien, Slovenien, Grekland, Kreta, Österrike, Tyskland, Schweiz, Nederländerna, Turkiet, Israel och även i Sydafrika, Taiwan, Thailand, Kambodja, Indonesien och Australien. Den förekommer men reproducerar sig inte i svensk natur enligt Havs- och vattenmyndigheten 2019.

## Ekologi

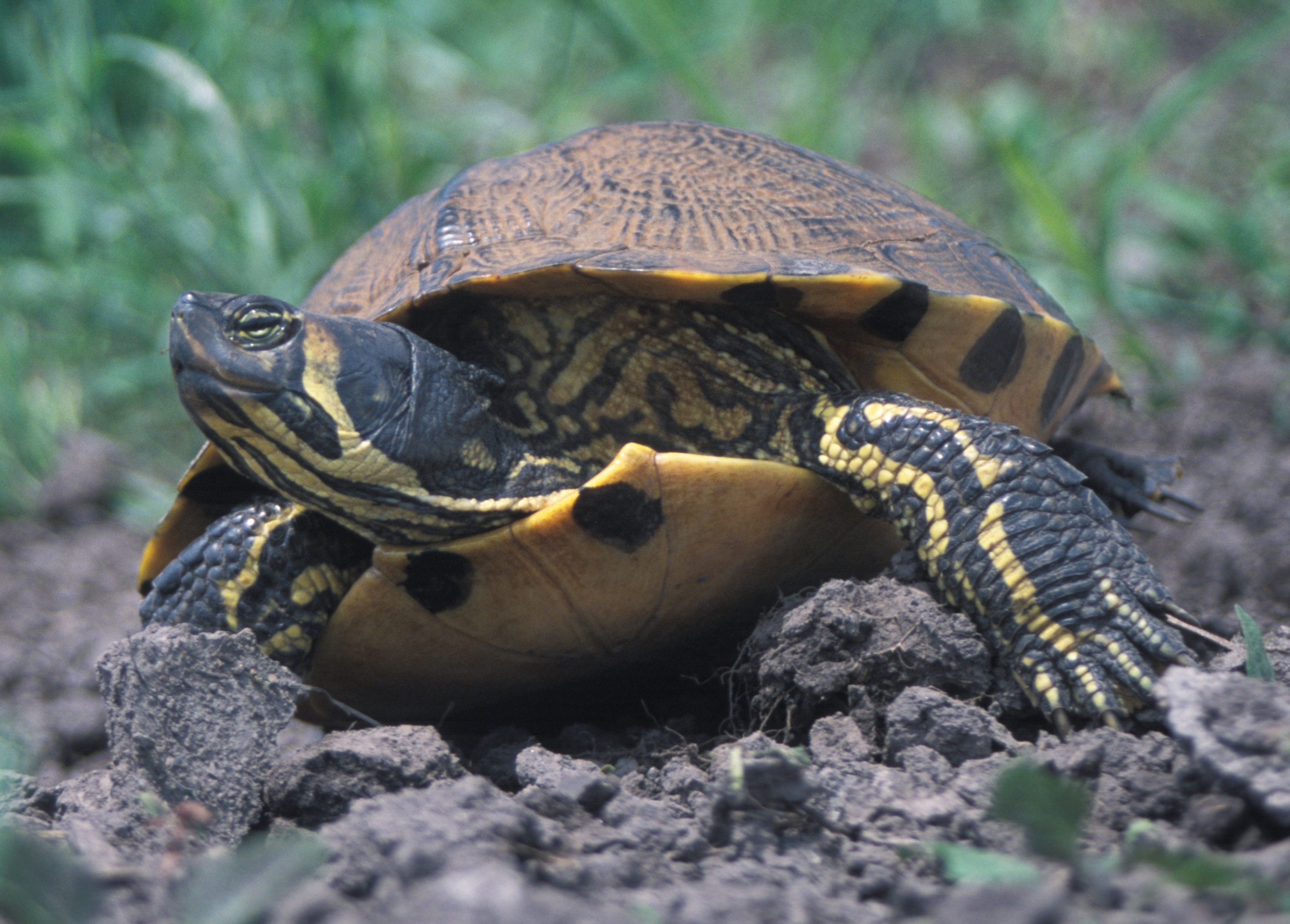
Arten är halvakvatisk och dagaktiv.

Arten är halvakvatisk och lever i en mängd olika habitat som långsamtrinnande floder, flodslätter, träsk, säsongsbundna våtmarker och dammar. När den föds är den nästan enbart köttätande, och lever av insekter, spindlar, kräftdjur, grodyngel, fisk, och as. När de blir äldre äter de allt mindre kött och upp emot 95% av dess näringsintag kan komma från växtmaterial.
Den födosöker främst på morgonen och tillbringar sedan mycket av övriga dagen liggande på stranden, på stockar, eller stilla flytande i vattnet. På natten sover den på botten, eller vid ytan i närheten av skyddande växtlighet. Högst förekomst av arten hittar man i områden med blommande alger eller där det förekommer mycket vattenlevande makrofyter som bildar täta mattor på vattenytan, som exempelvis axslinga och näckrosväxter. Denna typ av tät vegetation ger skydd från predatorer och resulterar i stora mängder vattenlevande ryggradslösa djur och små ryggradsdjur som utgör föda.
Den kan bli över 30 år i det vilda, och över 40 år i fångenskap.

## Förhållande till människan

### Status och hot
I sitt ursprungliga utbredningsområde är den vanlig och populationstrenden för arten är stabil. IUCN kategoriserar arten som livskraftig (LC) Dock förekommer det områden där utsläppta rödörade vattensköldpaddor hybridiserar med gulbukad vattensköldpaddor  vilket utgör ett hot för vissa lokala populationer av den senare underarten.

### Som invasiv art
Arten listades som invasiv inom EU (Naturvårdsverket 2016) år 2016. Detta innebär att det var förbjudet att byta, odla, föda upp, transportera, använda samt hålla arten efter den 3 augusti 2016, när förteckningen trädde i kraft. Efter den 3 augusti 2017 blev det förbjudet att även sälja arter på listan. Enligt undantagsreglerna får privatpersoner i Sverige behålla individer som sällskapsdjur tills de dör av naturliga skäl förutsatt att de hålls så att de varken kan rymma eller reproducera sig.